# Totesd
Totesd (románul: Totești) falu Romániában, Erdélyben, Hunyad megyében.

## Nevének eredete
A 'szláv' jelentésű tot/tót szóból való, személynévi áttétellel. Először 1416-ban Tothfalw, majd 1438-ban Tothesth, 1447-ben Thethewfalwa, 1493-ban Thothesd és 1519-ben Thodesd alakban említik.

## Fekvése
Hátszegtől hét kilométerre délnyugatra, a Hátszegi-medence közepén fekszik. A község teljes területének 54%-a szántóföld, 19%-a rét és 10%-a legelő.

## Népessége
- 1910-ben 363 lakosából 327 volt román és 32 magyar anyanyelvű; 303 görögkatolikus, 21 református, 23 ortodox és 14 római katolikus vallású.
- 2002-ben 416 lakosából 413 volt román és két magyar nemzetiségű; 342 ortodox, 34 pünkösdi, 27 görögkatolikus, hat római katolikus és hat baptista vallású.

## Története
Hátszeg vidéki, Hunyad vármegyei falu volt. 1493-ban kenézeit említették. Református egyháza 1766-ban a hátszegi filiája volt. 1808-ban járási székhely. Román görögkatolikus iskolája megszüntetésével az állam 1904-ben magyar tannyelvű iskolát indított benne. A Hátszegi-medence legegyoldalúbban szántóföldi gazdálkodású falva volt, minimális állattenyésztéssel. A Ruszka-havas lakói közül sokan béreltek földet határában, ahol kukoricát termesztettek maguknak. 1910 körül 1231 kataszteri holdas határából 820-at foglaltak el szántók és 245-öt rétek.
A két világháború között görögkatolikus zarándokhely volt, a zarándoklatra a pünkösd utáni harmadik vasárnapon került sor. 1934-ben a község görögkatolikus parókiáját a jezsuiták gondozására bízták, akik rendházat hoztak létre itt. 1940-ben két szerzetes és két novícius élt itt, 1947-ben már csak egy szerzetes. 1948-ban a román állam a rendházat fölszámolta.

## Képek

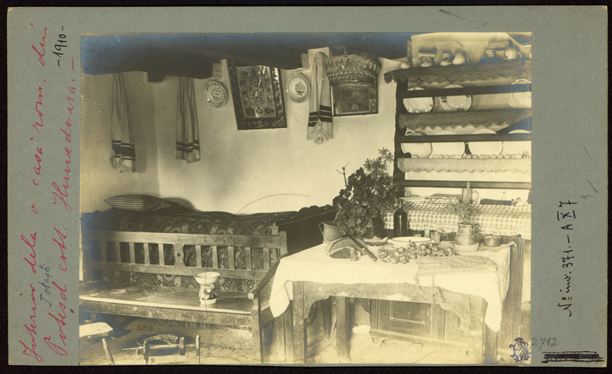
Totesdi román szobabelső (Adler Lipót felvétele a 20. század elejéről)
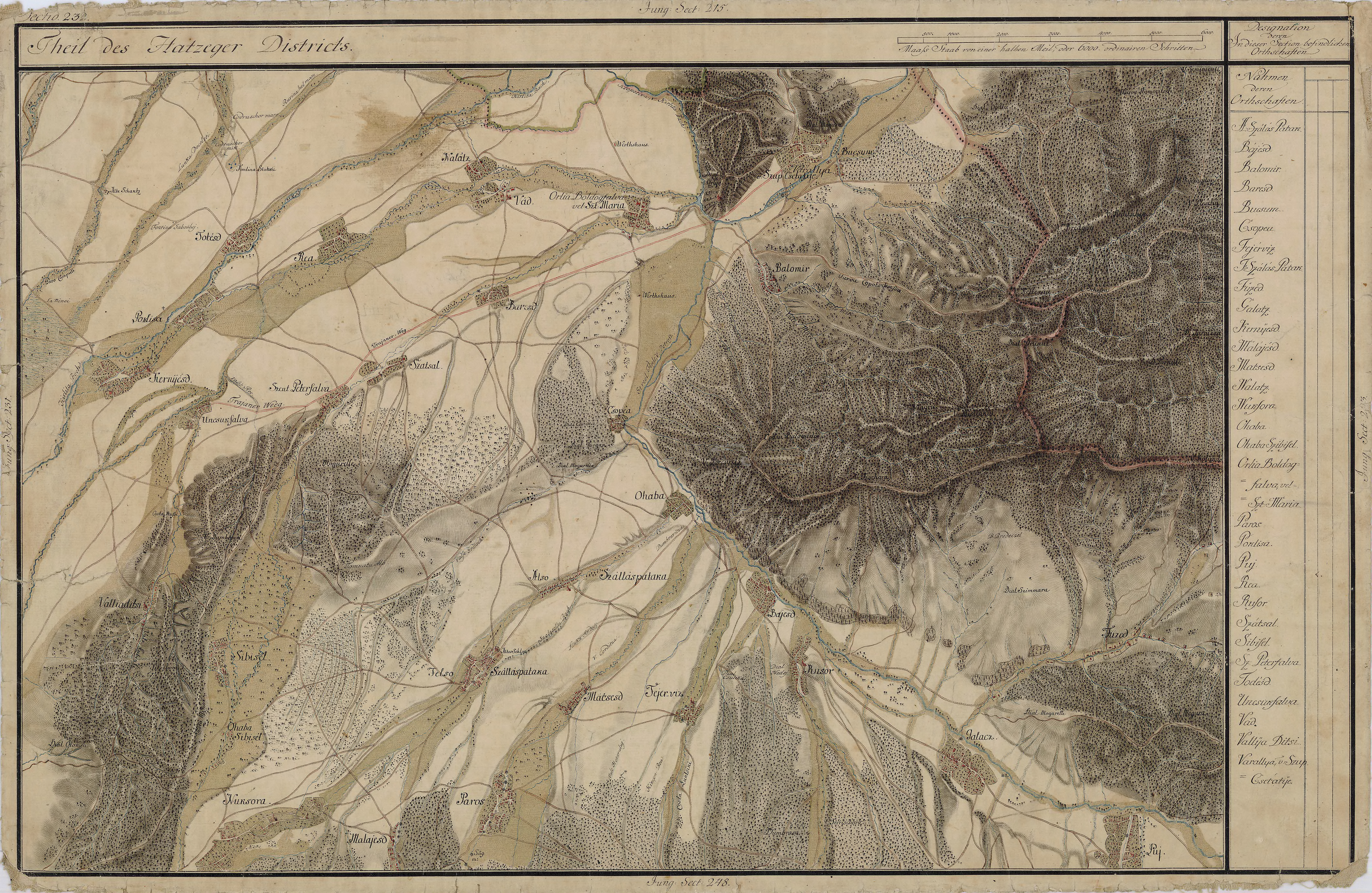
Totesd környéke 1769-1773 körül